# Ebbeløkke Rev
Ebbeløkke Rev este o arie protejată (arie specială de conservare — SAC, sit de importanță comunitară — SCI) din Danemarca întinsă pe o suprafață de 140 ha, integral marine.

## Localizare
Centrul sitului Ebbeløkke Rev este situat la coordonatele 0°N 0°E / 0°N 0°E.

## Înființare
Situl Ebbeløkke Rev a fost declarat sit de importanță comunitară în august 2002 pentru a proteja 1 specie de animale. Situl a fost protejat și ca arie specială de conservare în decembrie 2011.

## Biodiversitate
Situată în ecoregiunile continentală și marină Atlantică, aria protejată conține 1 habitat natural: Recifuri.
La baza desemnării sitului se află o specie protejată de  mamifere: marsuin (Phocoena phocoena).